# 松井中務
松井 中務（まつい なかつかさ）は幕末の京都西本願寺用人。尊王攘夷を唱えて武術奨励や蝦夷地開拓を行ったが、松平春嶽と接近して開国派と疑われ、暗殺された。

## 生涯

### 武術奨励・蝦夷地開拓
文化6年（1809年）2月代々西本願寺用人を務める家に生まれた。寺領町奉行としての事務や教学、全国の門末等の庶務を担当した。
天保年間フェートン号事件やモリソン号事件を受け、王法為本を根拠に国難の際御所警護のため僧侶・在家家臣に剣術・銃術・弓術・槍術を鍛錬させることを建言したが、却下された。
嘉永年間黒船来航を受け、攘夷決行に際し自ら先鋒を務めること、全国の門末に使僧を派遣して勤王思想を広めること、北方警備の要箱館に寺院を建設すること、本山境内に演武場を設置することを建言した。数年後、箱館別院・本山演武場の設立については実現し、紀伊国宝福寺北畠道竜等を招いて教化に務めた。
安政4年（1857年）蝦夷地開墾御用掛を引き受け、橋本伊右衛門（道中濃霧のため溺死）・野村藤三郎（藤二郎）を現地に派遣し、花屋町西洞院角江屋某の家屋を購入して蝦夷産物会所を設置して輸入物産を販売し、その利益で六条64町の町民を徴兵し、桐山勝八・宇津半兵衛・名和市兵衛・宇佐美直八等を取締とする5隊を編成した。

### 尊攘家との接近
万延元年（1860年）長州藩毛利敬親の中将就任を慶賀するため長門国萩に派遣され、宍戸九郎兵衛・周布政之助・乃能権右衛門・坪井九右衛門等と国事を語り合い、京都の自宅に招いた。文久年間長州藩兵が上京した際には、宍戸九郎兵衛と協議して山科別院への滞陣を認めた。
文久3年（1863年）5月門末・信徒から軍資金を募るため越前国に赴いたところ、福井藩家老狛山城の協力を受け、藩領内門末の僧侶の使役を許された。間もなく福井藩兵が京都警備のため上京し、境内滞在を要請すると、本山では松平春嶽は譜代・朝敵だとして拒否する声が挙がったが、中務は「もし朝敵の証拠があれば、自分を刺殺せよ」として受け入れさせた。この結果、中務は春嶽を通じて開国派に与しているとの噂が立ち、岡田出羽守を通じて三条実美に真意を糺され、弁明するも疑惑は晴れなかった。

### 暗殺
2,3日以前に帰宅して療養中、8月12日酉半刻頃若宮通花屋町下ル東側の自宅を見知らぬ武士5,6人に襲撃され、台所裏口で斬殺された。なお、下魚棚通堀川西入ル下魚棚四丁目西教寺も松井中務殉難の地と主張される。
13日暁三条制札場に梟首され、弟村井内蔵助が夜明け前に回収した。法号は道人（道入）、諡号は建忠院。檄文には「此者従来鳳闕之下ニ眠食、門主を佐ケ、可奉報皇恩之処、却而姦賊松平春嶽ニ組シ、其姦計を相助ケ、剰え膏血を絞り、驕佚ヲ事トス。実ニ天地之罪人也。依之加天誅者也。」「同党下間法印・島田右兵衛之尉・上原・岡田之類、為皇国尽力於無之者、尽令誅戮者也。」とあり、隣に島田右兵衛少尉の首も晒された。

## 顕彰
1903年（明治36年）宮内省式部長三宮義胤の働きかけで正五位を贈位された。義胤は近江国正源寺出身で、維新前攘夷運動に身を投じ、本願寺太鼓番屋に幽閉されたところを中務により助け出されたという。

## 資料
- 「公務袖日記」[7]
- 「北越行役誌｣ - 文久年間成立[20]。
- 「松井中務越前出役諸記」[21]
- 「松井中務関係書類」[22]
- 「松井中務手控」 - 嘉永2年（1849年）成立[23]。
- 「松井寧遺稿集｣[24]
- 「松井寧書翰外雑録」[25]
- 「松井中務不慮之儀一件書類」 - 文久3年（1863年）8月写[26]。

## 家族
- 父：松井郡忠[5]
- 母：縫 - 上原可竜娘。文政12年（1829年）1月19日39歳で没。法名は知賢[27]。
- 弟：村井内蔵助[7] - 通称は民部、諱は忠臣、号は蔦廼舎。西本願寺御側御賄奉行御用人、新政府軍務局会計頭取。鐸合社中で和歌を学び、有栖川流・庭田流書道に通じた[28]。
- 妻：渋谷氏[4]
- 子：松井民弥[29] - 諱は茂平。村井家養子となった[4]。
- 姪：松井万寿吉 – 家を継いだ[4]。